# George Studd
George Studd (* 20. Oktober 1859 in Netheravon, Vereinigtes Königreich; † 13. Februar 1945 in Pasadena, Vereinigte Staaten) war ein englischer Cricketspieler, der zwischen 1882 und 1893 für die englische Nationalmannschaft spielte.

## Kindheit und Ausbildung
Er war einer von drei Brüdern die am Eton College und Cambridge Cricket spielten, darunter Charles T. Studd. Zusammen spielten sie 1877 in Eton und 1881 und 1882 in Cambridge.  Auch spielte er in Cambridge Tennis. Drei weitere Brüder spielten ebenfalls Cricket.

## Aktive Karriere
Sein First-Class-Debüt absolvierte er 1879 und spielte in der Folge für Middlesex. Er wurde von Kapitän Ivo Bligh in der Saison 1882/83 nach Australien eingeladen und spielte dort in allen vier Tests. Jedoch gelang es ihm dabei nicht als Batter herauszuragen. Er beendete seine Firrst-Class-Karriere in der Saison 1886.

## Nach der aktiven Karriere
er wurde Jurist, doch erkrankte er und verbrachte deshalb die Winter in Übersee. Wie sein Bruder Charles betätigte sich als Missionar in China und Indien, ging jedoch 1891 nach Kalifornien.